# Puissance nominale
La puissance nominale, dans l'industrie de l'électricité, est, pour un générateur d'une unité de production électrique, la puissance maximale qu’il peut fournir, de manière permanente sur le réseau ; c’est aussi, pour un récepteur électrique, la puissance électrique consommée dans des conditions normales. La puissance est exprimée en watts dans le Système international.

## Cas d'une installation de production
L'association d'opérateurs de centrales électriques VGB Powertech définit la puissance nominale d'une unité de production électrique comme « la puissance permanente maximale atteinte dans les conditions nominales de fonctionnement au moment de réception de l'installation ». Cette valeur doit être déterminée de manière que les variations annuelles des conditions d'opération (par exemple la température de l'air ou de la source froide d'une centrale thermique) se compensent en moyenne.
Ces conditions nominales correspondent généralement à des conditions idéales de production, et la puissance nominale correspond alors à une puissance de production maximale, bien que ce ne soit pas toujours le cas.
La valeur de la puissance est mesurée aux bornes de sortie de l'unité de production, c'est-à-dire après déduction de la puissance absorbée par les auxiliaires de l'unité et des pertes dans les transformateurs considérés comme faisant partie intégrante de l'unité de production.
Le terme « puissance installée » est également utilisé pour définir la capacité maximale théorique de production d'électricité de l'ensemble du parc des centrales d'un type donné ou dans un pays donné ; le terme « puissance crête » est parfois utilisé dans le cas d'installations photovoltaïques.

### Détermination de la puissance nominale des centrales électriques thermiques
Dans le cas des centrales thermiques, la puissance nominale est parfois déterminée en été quand la puissance électrique délivrée est plus faible à cause de la température plus élevée de la source froide, ce qui dégrade le rendement thermique et donc la puissance délivrée ; par contre, en hiver la température de la source froide est plus basse qu’en été, ce qui améliore le rendement thermique et la puissance délivrée qui peut donc dépasser la capacité nominale déterminée en été.
Cette méthode de calcul de la puissance nominale permet de garantir d’atteindre cette puissance tout au long de l’année quelles que soient les conditions météorologiques dans le site concerné ; si on prenait comme valeur de puissance nominale la puissance maximale mesurée en hiver, la centrale ne pourrait atteindre cette valeur en été à cause de la baisse de rendement due à une source froide plus chaude. Cependant, cela signifie que dans certains cas, le calcul du facteur de charge peut mener à des valeurs supérieures à 100 % du fait de l'utilisation de la puissance nominale en été dans ce calcul, même lorsque la période considérée contient des périodes hivernales.

## Cas d'un appareil récepteur électrique
« La puissance nominale est la puissance reçue par un appareil quand il fonctionne dans des conditions normales » d'utilisation.